# Rocky Mountain High
Rocky Mountain High je folkrocková píseň, kterou napsali John Denver a Mike Taylor. V písni se zpívá o americkém státě Colorado, je to dokonce jedna ze dvou jeho státních písní.
Píseň vznikla v roce 1972 a roku 1973 se dostala na 9. místo americké hitparády Billboard Hot 100. V polovině 70. let Denver říkal publiku, že složení písně trvalo neobvykle dlouho, devět měsíců.

## Tvorba písně
Píseň Rocky Mountain High byla inspirována přestěhováním Johna Denvera do Aspenu v Coloradu tři roky před jejím vznikem a jeho láskou k tomuto státu. V sedmé sloce se zpívá o ničení krásy hor komerčním turismem. Píseň byla považována za významnou část popkultury 70. let a stala se dobře známou součástí historie Colorada.

## Ostatní
12. března 2007 rozhodlo Valné shromáždění státu Colorado, že se Rocky Mountain High stane, společně s písní Where the Columbines Grow, stane státní písní Colorada.

### Česká coververze
Česká hudební skupina Fešáci nahrála v roce 1980 na své album Fešáci 2000 píseň Paní má se má, jež je coververzí Rocky Mountain High.

### Umístění v hitparádách
| Hitparáda                 | Nejvyšší umístění |
| ------------------------- | ----------------- |
| Canada Top Singles        | 8                 |
| Canada Adult Contemporary | 2                 |
| Billboard Hot 100         | 9                 |
| US Adult Contemporary     | 3                 |